# Марія Анна Саксонська (1728—1797)
Марія Анна Саксонська (нім. Maria Anna von Sachsen), повне ім'я Марія Анна Софія Сабіна Ангела Франциска Ксаверія Польська та Саксонська (нім. Maria Anna Sophie Sabina Angela Franziska Xaveria, Prinzessin von Polen und Sachsen), 28 серпня 1728 — 17 лютого 1797) — польська та саксонська принцеса з Альбертинської лінії Веттінів, донька курфюрста Саксонії та короля Польщі, Великого князя Литовського і Руського Августа III Фрідріха й австрійської ерцгерцогині Марії Йозефи, дружина курфюрста Баварії Максиміліана III. Перекладачка.

## Біографія
Народилась 28 серпня 1728 року в резиденції курфюрста в Дрездені. Була шостою дитиною та третьою донькою в родині принца Польщі та Саксонії Августа Фрідріха та його дружини Марії Йозефи Австрійської. Мала старшого брата Фрідріха Кристіана і сестер Марію Амалію та Марію Маргариту. Інші брати померли в ранньому віці до її народження. Згодом сімейство поповнилося вісьмома молодшими дітьми. Королем Польщі та курфюрстом Саксонії на той час був їхній дід Август Сильний. 1733 року він помер, і батько Марії Анни успадкував обидва престоли.
Шлюб батьків був щасливим, обоє полюбляли полювання, влаштовуючи для цього справжні експедиції. Матір багато часу приділяла дітям, сама займаючись їхнім вихованням, що було нетиповим для того часу. Вона ж розробила для них суворі правила поведінки. Батько мало цікавився державними справами, делегувавши повноваження своєму міністрові Генріху фон Брюлю. Головним для себе він вважав перетворення Дрездену на культурний та художній центр.

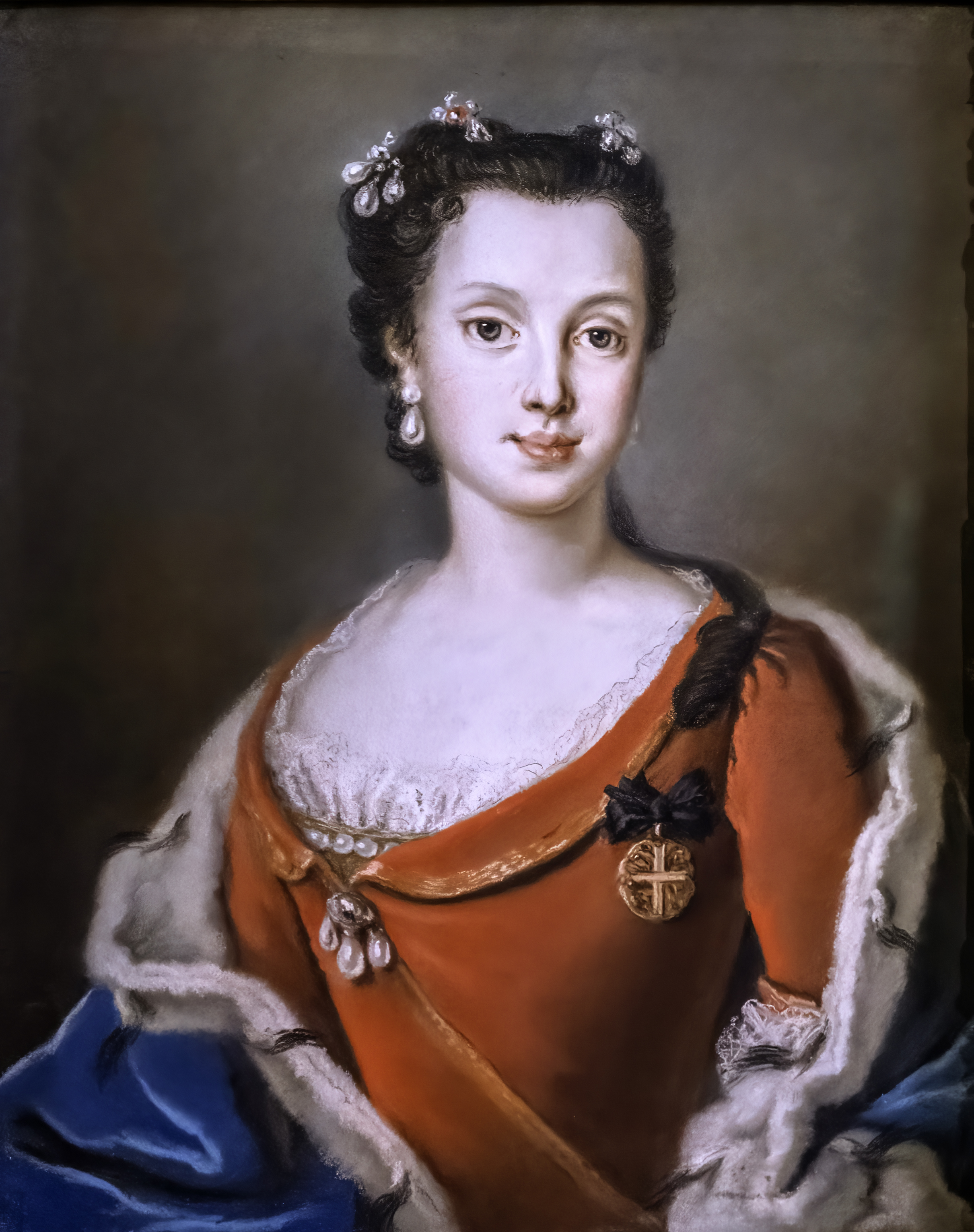
Портрет Марії Анни пензля Марії-Максиміліани де Сильвестр

Старша сестра Марії Анни, Марія Амалія, вийшла у 1738 році заміж за короля Неаполя та Сицилії Карла VII. Молодша, Марія Йозефа, у лютому 1747 року від'їхала до Франції, ставши дружиною французького дофіна Луї.
Сама Марія Анна розглядалася як потенційна наречена для спадкоємця російського престола Петра Федоровича, який був її однолітком. 
Зрештою, була видана заміж за баварського курфюрста Максиміліана III. Весілля відбулося 9 серпня 1747 року у Мюнхені. Нареченій в той час було 18 років, нареченому — 20. Союз виявився бездітним. 
У Мюнхені Марія Анна заснувала заклад для жінок нім. Damenstift, де дівчата з аристократичних родин могли здобути гарне виховання. У 1773 році разом із зовицями Марією Анною та Марією Антонією перекладала з французької на німецьку мову драму Луї-Себастьяна Мерсьє «L'Indigent».
Чоловік Марії Анни був прогресивним і освіченим правителем, який багато зробив для розвитку своєї держави. Помер від віспи після тридцяти років шлюбу наприкінці грудня 1777 року. 

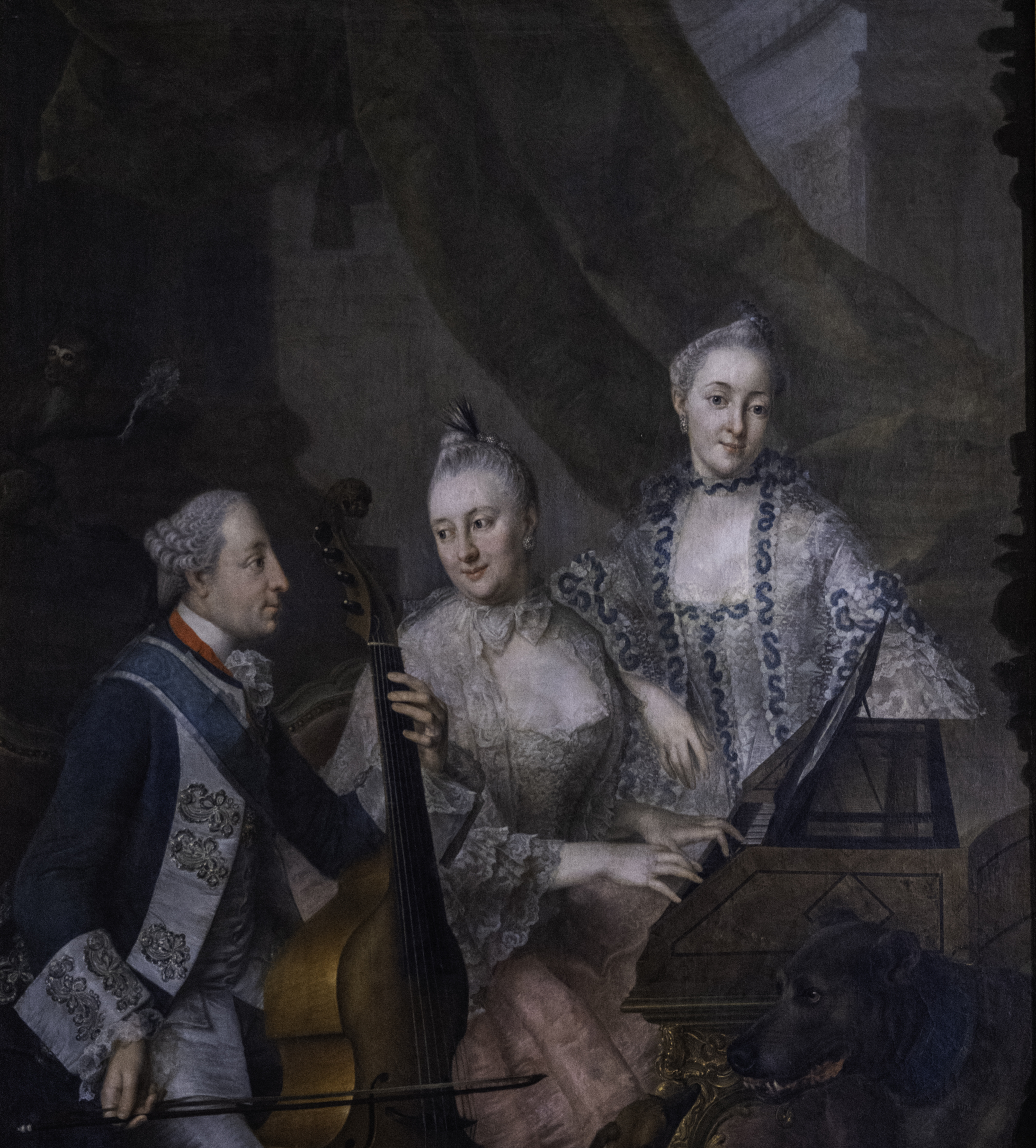
Із чоловіком та його сестрою, портрет пензля Й. Н. Гроота, 1758

Наступним правителем Баварії став його далекий родич Карл Теодор, який, прибувши до Мюнхена, підпав під вплив фавориток та єзуїтів. У 1778 році він був готовий віддати Австрії близько 40 ̤відсотків баварських земель в обмін на Австрійські Нідерланди, Пфальц, Юліх та Берг. Втім, ці плани зазнали невдачі в ході Війни за баварську спадщину. Однак, у 1784 році курфюрст здійснив спробу обміну вже всієї Баварії. Марія Анна та удова кузена її чоловіка, Марія Анна Зульцбаська, вбачаючи в цьому загрозу незалежності Баварії, повідомили про ці плани королю Пруссії Фрідріху II, який, побоюючись можливого посилення Австрійської імперії, пригрозив війною і Австрії, і Баварії в разі здійснення цієї інтриги. Імператор Йозеф II, який не бажав нової війни з Пруссією, відмовився від плану приєднати Баварію і остання свою незалежність зберегла.
Марія Анна після смерті чоловіка мешкала у замку Фюрстенрід на південному заході Мюнхена, користуючись любов'ю та пошаною народу.
У вересні 1796 року Мюнхен був оточений республіканською армією французів, які спалили замок Фюрстенрід. Марія Анна померла за кілька місяців після цього, 17 лютого 1797 року у 68-річному віці. Її поховали у другій ниші крипти місцевої Театинеркірхе. Серце зберігається окремо в урні в ніші каплиці Благодаті в Альтеттінгу.

## Нагороди
- Орден Зіркового хреста (Священна Римська імперія);
- Великий хрест ордену Святої Катерини (Російська імперія) (9 березня 1748).[7]